# Паралимпийский комитет России на летних Паралимпийских играх 2020
Паралимпийский комитет России на Летних Паралимпийских играх 2020, проходивших в Токио с 24 августа по 5 сентября 2021 года, был представлен 246 спортсменами в 20 видах спорта.

## Медали
| Золото  | |                                                                  |            |
| №       | Спортсмены | Вид спорта (дисциплина)                                          | Дата       |
| 1       | Валерия Шабалина | Плавание (100 метров баттерфляем, S14, женщины)                  | 25 августа |
| 2       | Роман Жданов | Плавание (50 метров брассом, SB3, мужчины)                       | 25 августа |
| 3       | Анастасия Гонтарь | Плавание (50 метров вольным стилем, S10, женщины)                | 25 августа |
| 4       | Михаил Асташов | Велоспорт (индивидуальная гонка преследования, C1, мужчины)      | 26 августа |
| 5       | Андрей Калина | Плавание (100 метров брассом, SB8, мужчины)                      | 26 августа |
| 6       | Александр Кузюков | Паралимпийское фехтование (шпага, B, мужчины)                    | 26 августа |
| 7       | Валерия Шабалина | Плавание (200 метров вольным стилем, S14, женщины)               | 27 августа |
| 8       | Александр Кузюков, Максим Шабуров, Артур Юсупов | Паралимпийское фехтование (командная шпага, мужчины)             | 27 августа |
| 9       | Альберт Хинчагов | Лёгкая атлетика (толкание ядра, F37, мужчины)                    | 27 августа |
| 10      | Александр Яремчук | Лёгкая атлетика (бег на 1500 метров, T46, мужчины)               | 28 августа |
| 11      | Елена Прокофьева | Настольный теннис (одиночный разряд, 11, женщины)                | 28 августа |
| 12      | Роман Жданов | Плавание (150 метров комплексным плаванием, SM4, мужчины)        | 28 августа |
| 13      | Андрей Граничка | Плавание (100 метров на спине, S5, мужчины)                      | 28 августа |
| 14      | Денис Гнездилов | Лёгкая атлетика (толкание ядра, F40, мужчины)                    | 29 августа |
| 15      | Дмитрий Черняев | Плавание (100 метров брассом, SB4, мужчины)                      | 29 августа |
| 16      | Богдан Мозговой | Плавание (100 метров на спине, S, мужчины)                       | 30 августа |
| 17      | Дмитрий Сафронов | Лёгкая атлетика (бег на 100 метров, T35, мужчины)                | 30 августа |
| 18      | Антон Прохоров | Лёгкая атлетика (бег на 100 метров, T63, мужчины)                | 30 августа |
| 19      | Евгений Торсунов | Лёгкая атлетика (прыжки в длину, T36, мужчины)                   | 30 августа |
| 20      | Михаил Асташов | Велоспорт (шоссейная гонка с раздельным стартом, C1, мужчины)    | 31 августа |
| 21      | Антон Кулятин | Лёгкая атлетика (бег на 1500 метров, T13, мужчины)               | 31 августа |
| 22      | Владимир Свиридов | Лёгкая атлетика (толкание ядра, F36, мужчины)                    | 31 августа |
| 23      | Андрей Николаев | Плавание (100 метров вольным стилем, S8, мужчины)                | 31 августа |
| 24      | Валерия Шабалина | Плавание (200 метров комплексным плаванием, SM14, женщины)       | 31 августа |
| 25      | Ильнур Гарипов Анна Крившина Дарья Пикалова Владимир Сотников                                                                                               | Плавание (эстафета 4×100 метров вольным стилем, 49pts)           | 31 августа |
| 26      | Андрей Вдовин | Лёгкая атлетика (бег на 400 метров, T37, мужчины)                | 1 сентября |
| 27      | Мария Павлова | Плавание (100 метров брассом, SB7, женщины)                      | 1 сентября |
| 28      | Руслан Кузнецов | Велоспорт(шоссейная гонка, H3, мужчины)                          | 1 сентября |
| 29      | Андрей Калина | Плавание (400 метров вольным стилем, SM9, мужчины)               | 1 сентября |
| 30      | Виктория Ищиулова | Плавание (50 метров вольным стилем, S8, женщины)                 | 1 сентября |
| 31      | Галина Липатникова | Лёгкая атлетика (толкание ядра, F36, женщины)                    | 1 сентября |
| 32      | Муса Таймазов | Лёгкая атлетика (метание клаба, T51, мужчины)                    | 1 сентября |
| 33      | Роман Жданов | Плавание (50 метров на спине, S4, мужчины)                       | 3 сентября |
| 34      | А. Гладков, Д. Григорьев, А. Калина, Б. Мозговой, А. Николаев, А. Скалиух, Д. Смирнов, Д. Тарасов                                                           | Плавание (комбинированная эстафета 4×100 метров, 49pts, мужчины) | 3 сентября |
| 35      | Дмитрий Сафронов | Лёгкая атлетика (бег на 200 метров, T35, мужчины)                | 4 сентября |
| 36      | Маргарита Сидоренко, Кирилл Смирнов | Стрельба из лука (олимпийский лук, смешанная команда)            | 4 сентября |
| Серебро | |                                                                  |            |
| №       | Спортсмены | Вид спорта (дисциплина)                                          | Дата       |
| 1       | Андрей Николаев | Плавание (100 метров вольным стилем, S8, мужчины)                | 25 августа |
| 2       | Андрей Граничка | Плавание (200 метров вольным стилем, SM6, мужчины)               | 26 августа |
| 3       | Артём Исаев | Плавание (100 метров брассом, SB9, мужчины)                      | 26 августа |
| 4       | Максим Шабуров | Паралимпийское фехтование (шпага, A, мужчины)                    | 26 августа |
| 5       | Виктория Бойкова | Паралимпийское фехтование (шпага, B, женщины)                    | 26 августа |
| 6       | Дарья Пикалова | Плавание (100 метров на спине, S12, женщины)                     | 27 августа |
| 7       | Андрей Вдовин | Лёгкая атлетика (бег на 100 метров, T37, мужчины)                | 27 августа |
| 8       | Денис Тарасов | Плавание (100 метров вольным стилем, S9, мужчины)                | 29 августа |
| 9       | Анна Крившина | Плавание(50 метров вольным стилем, S13, женщины)                 | 29 августа |
| 10      | Маляк Алиева | Настольный теннис (одиночный разряд, 6, женщины)                 | 30 августа |
| 11      | Виктория Сафонова | Настольный теннис (одиночный разряд, 7, женщины)                 | 30 августа |
| 12      | Евгений Швецов | Лёгкая атлетика (бег на 400 метров, T36, мужчины)                | 31 августа |
| 13      | Дарья Пикалова | Плавание (100 метров вольным стилем, S12, женщины)               | 31 августа |
| 14      | Наталия Буткова | Плавание (50 метров брассом, SB3, женщины)                       | 31 августа |
| 15      | Маргарита Гончарова | Лёгкая атлетика (прыжки в длину, T38, женщины)                   | 31 августа |
| 16      | Алексей Чуркин | Лёгкая атлетика (толкание ядра, F32, мужчины)                    | 31 августа |
| 17      | Никита Прохоров | Лёгкая атлетика (толкание ядра, F46, мужчины)                    | 1 сентября |
| 18      | Егор Ефросинин | Плавание (100 метров брассом, SB7, мужчины)                      | 1 сентября |
| 19      | Елена Иванова | Лёгкая атлетика (бег на 100 метров, T36, женщины)                | 1 сентября |
| 20      | Дарья Лукьяненко | Плавание (100 метров брассом, SB12, женщины)                     | 1 сентября |
| 21      | Вячеслав Емельянцев | Плавание (100 метров на спине, S14, мужчины)                     | 2 сентября |
| 22      | Валерия Шабалина | Плавание (100 метров на спине, S14, женщины)                     | 2 сентября |
| 23      | Анастасия Гонтарь Виктория Ищиулова Ани Палян Елизавета Сидоренко                                                                                           | Плавание (комбинированная эстафета 4×100 метров, женщины)        | 2 сентября |
| 24      | Александр Работницкий | Лёгкая атлетика (бег на 1500 метров, T20, мужчины)               | 3 сентября |
| 25      | Александра Могучая | Лёгкая атлетика (прыжки в длину, T47, женщины)                   | 3 сентября |
| 26      | Алексей Кузнецов | Лёгкая атлетика (метание копья, F54, мужчины)                    | 3 сентября |
| 27      | Леонид Крылов | Параканоэ (байдарка, KL3, мужчины)                               | 3 сентября |
| 28      | Виктория Ищиулова | Плавание(100 метров баттерфляем, S8, женщины)                    | 3 сентября |
| 29      | Александра Ручкина | Лёгкая атлетика (прыжки в длину, T20, женщины)                   | 3 сентября |
| 30      | Андрей Вдовин | Лёгкая атлетика (бег на 200 метров, T37, мужчины)                | 4 сентября |
| 31      | Маргарита Гончарова | Лёгкая атлетика (бег на 400 метров, T38, женщины)                | 4 сентября |
| 32      | А. Байчик, Е. Волосников, А. Волков, И. Зиннатуллин, А. Крупин, А. Лавринович, В. Миленин, В. Панкратов, С. Поздеев, А. Резниченко, А. Савичев, Д. Шестаков | Волейбол сидя (мужчины)                                          | 4 сентября |
| 33      | Елена Паутова | Лёгкая атлетика (марафон, T12, женщины)                          | 5 сентября |
| Бронза  | |                                                                  |            |
| №       | Спортсмены | Вид спорта (дисциплина)                                          | Дата       |
| 1       | Владимир Даниленко | Плавание (100 метров на спине, S2, мужчины)                      | 25 августа |
| 2       | Дарья Пикалова | Плавание (100 метров баттерфляем, S13, женщины)                  | 25 августа |
| 3       | Роман Жданов | Плавание (100 метров вольным стилем, S4, мужчины)                | 26 августа |
| 4       | Дмитрий Бартасинский | Плавание (100 метров брассом, SB9, мужчины)                      | 26 августа |
| 5       | Владимир Сотников | Плавание (100 метров на спине, S13, мужчины)                     | 26 августа |
| 6       | Аделина Разетдинова | Плавание (100 метров брассом, SB8, женщины)                      | 26 августа |
| 7       | Виктория Потапова | Дзюдо (до 48 кг, женщины)                                        | 27 августа |
| 8       | Алеся Степанюк | Дзюдо (до 52 кг, женщины)                                        | 27 августа |
| 9       | Вячеслав Емельянцев | Плавание(200 метров вольным стилем, S14, мужчины)                | 27 августа |
| 10      | Виктория Бойкова, Алёна Евдокимова, Юлия Майя | Паралимпийское фехтование (командная шпага, женщины)             | 27 августа |
| 11      | Александр Костин | Лёгкая атлетика (бег на 5000 метров, T13, мужчины)               | 28 августа |
| 12      | Надежда Пушпашева | Настольный теннис (одиночный разряд, 1-2, женщины)               | 28 августа |
| 13      | Раиса Чебаника | Настольный теннис (одиночный разряд, 6, женщины)                 | 28 августа |
| 14      | Юрий Ноздрунов | Настольный теннис (одиночный разряд, 9, женщины)                 | 28 августа |
| 15      | Наталия Буткова | Плавание (100 метров комплексным плаванием, SM4, женщины)        | 28 августа |
| 16      | Никита Нагаев | Паралимпийское фехтование (рапира, A, мужчины)                   | 28 августа |
| 17      | Людмила Васильева | Паралимпийское фехтование (женщины, A, мужчины)                  | 28 августа |
| 18      | Мария Павлова | Плавание, (200 метров комплексным плаванием, SM8, женщины)       | 28 августа |
| 19      | Елена Крутова, Алексей Леонов | Стрельба из лука (смешанная команда, W1)                         | 28 августа |
| 20      | Анастасия Соловьёва | Лёгкая атлетика (бег на 400 метров, T47, женщины)                | 28 августа |
| 21      | Анатолий Шевченко | Дзюдо (до 100 кг, мужчины)                                       | 29 августа |
| 22      | Вера Муратова | Пауэрлифтинг (до 79 кг, женщины)                                 | 29 августа |
| 23      | Юлия Шишова | Плавание (50 метров на спине, S3, женщины)                       | 29 августа |
| 24      | Владимир Даниленко | Плавание (200 метров вольным стилем, S2, мужчины)                | 29 августа |
| 25      | Степанида Артахинова Баир Шигаев | Стрельба из лука (блочный лук, смешанная команда)                | 29 августа |
| 26      | Виталий Гриценко | Лёгкая атлетика (бег на 400 метров, T53, мужчины)                | 29 августа |
| 27      | Анна Сапожникова | Лёгкая атлетика (прыжки в длину, T37, женщины)                   | 29 августа |
| 28      | Роман Тарасов | Лёгкая атлетика (бег на 100 метров, T12, мужчины)                | 29 августа |
| 29      | Роман Жданов | Плавание (200 метров вольным стилем, S4, мужчины)                | 30 августа |
| 30      | Артём Калашян | Лёгкая атлетика (бег на 100 метров, T35, мужчины)                | 28 августа |
| 31      | Юлия Шишова | Плавание (100 метров вольным стилем, S3, женщины)                | 30 августа |
| 32      | Фёдор Рудаков | Лёгкая атлетика (бег на 1500 метров, T11, мужчины)               | 31 августа |
| 33      | Никита Котуков | Лёгкая атлетика (прыжки в длину, T36, мужчины)                   | 31 августа |
| 34      | Чермен Кобесов | Лёгкая атлетика (бег на 400 метров, T37, мужчины)                | 1 сентября |
| 35      | Маляк Алиева, Виктория Сафонова, Раиса Чебаника | Настольный теннис (командный разряд, 6-8, женщины)               | 1 сентября |
| 36      | Артур Сайфутдинов | Плавание (100 метров брассом, SB12, мужчины)                     | 1 сентября |
| 37      | Евгения Галактионова | Лёгкая атлетика (толкание ядра, F32, женщины)                    | 1 сентября |
| 38      | Вячеслав Ленский | Плавание (100 метров вольным стилем, S6, мужчины)                | 2 сентября |
| 39      | Александр Скалиух | Плавание, (100 метров баттерфляем, S9, мужчины)                  | 2 сентября |
| 40      | Владимир Даниленко | Плавание (50 метров на спине, S2, мужчины)                       | 2 сентября |
| 41      | Анна Поддубская | Тхэквондо (до 49 кг, женщины)                                    | 2 сентября |
| 42      | Даниил Сидоров | Тхэквондо (до 61 кг, мужчины)                                    | 2 сентября |
| 43      | Роман Макаров | Плавание (100 метров баттерфляем, S12, мужчины)                  | 3 сентября |
| 44      | Елена Горлова | Лёгкая атлетика (метание клаба, T51, женщины)                    | 3 сентября |
| 45      | Артём Калашян | Лёгкая атлетика (бег на 200 метров, T35, мужчины)                | 4 сентября |
| 46      | Сергей Малышев | Стрельба (пистолет 50 метров, SH1, смешанная команда)            | 4 сентября |
| 47      | Дарья Адонина, Сергей Сафин, Иван Фролов | Бочче (BC4, смешанная пара)                                      | 4 сентября |
| 48      | Анна Кулинич-Сорокина | Лёгкая атлетика (бег на 200 метров, T12, женщины)                | 4 сентября |
| 49      | Зайнутдин Атаев | Тхэквондо (свыше 75 кг, мужчины)                                 | 4 сентября |

| Медали по видам спорта | Медали по видам спорта | Медали по видам спорта | Медали по видам спорта | Медали по видам спорта |
| ---------------------- | ---------------------- | ---------------------- | ---------------------- | ---------------------- |
| Вид спорта             | 1                      | 2                      | 3                      | Итого                  |
| Бочча                  | 0                      | 0                      | 1                      | 1                      |
| Велоспорт              | 3                      | 0                      | 0                      | 3                      |
| Волейбол сидя          | 0                      | 1                      | 0                      | 1                      |
| Параканоэ              | 0                      | 1                      | 0                      | 1                      |
| Дзюдо                  | 0                      | 0                      | 3                      | 3                      |
| Лёгкая атлетика        | 12                     | 13                     | 13                     | 38                     |
| Настольный теннис      | 1                      | 2                      | 4                      | 7                      |
| Пауэрлифтинг           | 0                      | 0                      | 1                      | 1                      |
| Плавание               | 17                     | 14                     | 18                     | 49                     |
| Стрельба               | 0                      | 0                      | 1                      | 1                      |
| Стрельба из лука       | 1                      | 0                      | 2                      | 3                      |
| Тхэквондо              | 0                      | 0                      | 3                      | 3                      |
| Фехтование сидя        | 2                      | 2                      | 3                      | 7                      |
| Итого                  | 36                     | 33                     | 49                     | 118                    |

| Медали по дням      | Медали по дням | Медали по дням | Медали по дням | Медали по дням |
| ------------------- | -------------- | -------------- | -------------- | -------------- |
| Дата                | 1              | 2              | 3              | Итого          |
| День 1, 25 августа  | 3              | 1              | 2              | 6              |
| День 2, 26 августа  | 3              | 4              | 4              | 11             |
| День 3, 27 августа  | 3              | 2              | 4              | 9              |
| День 4, 28 августа  | 4              | 0              | 10             | 14             |
| День 5, 29 августа  | 2              | 2              | 8              | 12             |
| День 6, 30 августа  | 4              | 2              | 3              | 9              |
| День 7, 31 августа  | 6              | 5              | 2              | 13             |
| День 8, 1 сентября  | 7              | 4              | 4              | 15             |
| День 9, 2 сентября  | 0              | 3              | 5              | 8              |
| День 10, 3 сентября | 2              | 6              | 2              | 10             |
| День 11, 4 сентября | 2              | 3              | 5              | 10             |
| День 12, 5 сентября | 0              | 1              | 0              | 1              |
| Итого               | 36             | 33             | 49             | 118            |

| Медали по полу | Медали по полу | Медали по полу | Медали по полу | Медали по полу |
| -------------- | -------------- | -------------- | -------------- | -------------- |
| Пол            | 1              | 2              | 3              | Итого          |
| Мужчины        |                |                |                |                |
| Женщины        |                |                |                |                |
| Всего          |                |                |                |                |

## Результаты соревнований

### Лёгкая атлетика
Мужчины
Беговые дисциплины
| Дисциплина         | Класс | Спортсмен                                           | Предварительный раунд | Предварительный раунд | Предварительный раунд | Финал                | Финал                |
| Дисциплина         | Класс | Спортсмен                                           | Забег                 | Время                 | Место                 | Время                | Место                |
| ------------------ | ----- | --------------------------------------------------- | --------------------- | --------------------- | --------------------- | -------------------- | -------------------- |
| бег на 100 метров  | Т12   | Роман Тарасов                                       |                       | 10,83                 | 3 q                   | 10,88                | 3                    |
| бег на 100 метров  | Т35   | Давид Джатиев                                       | не проводится         | не проводится         | не проводится         | 11,82                | 4                    |
| бег на 100 метров  | Т35   | Артём Калашян                                       | не проводится         | не проводится         | не проводится         | 11,75                | 3                    |
| бег на 100 метров  | Т35   | Дмитрий Сафронов                                    | не проводится         | не проводится         | не проводится         | 11,39                | 1                    |
| бег на 100 метров  | Т36   | Евгений Торсунов                                    |                       | 12,51                 | 8 q                   | 12,49                | 7                    |
| бег на 100 метров  | Т36   | Евгений Швецов                                      |                       | 12,26                 | 7 Q                   | 12,51                | 8                    |
| бег на 100 метров  | Т37   | Андрей Вдовин                                       |                       | 11,34                 | 4 Q                   | 11,18                | 2                    |
| бег на 100 метров  | Т37   | Чермен Кобесов                                      |                       | 11,32                 | 2 Q                   | 11,32                | 4                    |
| бег на 100 метров  | Т38   | Хетаг Хинчагов                                      | DQ                    | DQ                    | DQ                    | завершил выступление | завершил выступление |
| бег на 100 метров  | Т53   | Виталий Гриценко                                    |                       | 15,26                 | 6 q                   | 15,55                | 8                    |
| бег на 100 метров  | T63   | Антон Прохоров                                      |                       | 12,15 WR              | 2 Q                   | 12,04 WR             | 1                    |
| бег на 200 метров  | Т35   | Давид Джатиев                                       | не проводится         | не проводится         | не проводится         | 23,85                | 4                    |
| бег на 200 метров  | Т35   | Артём Калашян                                       | не проводится         | не проводится         | не проводится         | 23,75                | 3                    |
| бег на 200 метров  | Т35   | Дмитрий Сафронов                                    | не проводится         | не проводится         | не проводится         | 23,00 WR             | 1                    |
| бег на 200 метров  | Т37   | Андрей Вдовин                                       |                       | 22,94                 | 2 Q                   | 22,24                | 2                    |
| бег на 200 метров  | Т37   | Чермен Кобесов                                      |                       | 23,19                 | 4 Q                   | 22,85                | 4                    |
| бег на 400 метров  | Т13   | Егор Шаров                                          |                       | 49,91                 | 5 Q                   | 50,96                | 8                    |
| бег на 400 метров  | Т13   | Александр Ширин                                     |                       | 49,83                 | 4 Q                   | 49,75                | 5                    |
| бег на 400 метров  | Т36   | Евгений Швецов                                      | не проводится         | не проводится         | не проводится         | 53,60                | 2                    |
| бег на 400 метров  | Т37   | Андрей Вдовин                                       | не проводится         | не проводится         | не проводится         | 49,34 WR             | 1                    |
| бег на 400 метров  | Т37   | Чермен Кобесов                                      | не проводится         | не проводится         | не проводится         | 50,44                | 3                    |
| бег на 400 метров  | Т38   | Антон Феоктистов                                    |                       | 53,57                 | 5 q                   | 52,27                | 6                    |
| бег на 400 метров  | Т53   | Виталий Гриценко                                    |                       | 48,74                 | 5 q                   | 49,41                | 3                    |
| бег на 400 метров  | Т54   | Алексей Быченок                                     | DQ                    | DQ                    | DQ                    | завершил выступление | завершил выступление |
| бег на 800 метров  | Т53   | Виталий Гриценко                                    |                       | 1:42,52               | 9 Q                   | 1:40,51              | 6                    |
| бег на 1500 метров | Т11   | Фёдор Рудаков                                       |                       | 4:11,88               | 3 q                   | 4:05,55              | 3                    |
| бег на 1500 метров | Т13   | Александр Костин                                    | не проводится         | не проводится         | не проводится         | 3:55,57              | 4                    |
| бег на 1500 метров | Т13   | Антон Кулятин                                       | не проводится         | не проводится         | не проводится         | 3:54,04              | 1                    |
| бег на 1500 метров | Т13   | Егор Шаров                                          | не проводится         | не проводится         | не проводится         | 3:56,36              | 5                    |
| бег на 1500 метров | Т20   | Александр Работницкий                               | не проводится         | не проводится         | не проводится         | 3:55,78              | 2                    |
| бег на 1500 метров | Т20   | Павел Саркеев                                       | не проводится         | не проводится         | не проводится         | 4:00,43              | 6                    |
| бег на 1500 метров | Т46   | Александр Яремчук                                   | не проводится         | не проводится         | не проводится         | 3:52,08              | 1                    |
| бег на 1500 метров | Т54   | Алексей Быченок                                     | DNS                   | DNS                   | DNS                   | завершил выступление | завершил выступление |
| бег на 1500 метров | Т54   | Виталий Гриценко                                    |                       | 2:56,96               | 8                     | завершил выступление | завершил выступление |
| бег на 5000 метров | Т11   | Фёдор Рудаков — спортсмен-ведущий Владимир Мясников | не проводится         | не проводится         | не проводится         | DSQ                  | DSQ                  |
| бег на 5000 метров | Т13   | Александр Костин — спортсмен-ведущий Юрий Клопцов   | не проводится         | не проводится         | не проводится         | 14:37,42             | 3                    |
| бег на 5000 метров | Т54   | Алексей Быченок                                     |                       | 10:10,99              | 3 Q                   | 10:30,59             | 5                    |

Шоссейные дисциплины
| Дисциплина | Класс | Спортсмен                                        | Время   | Место |
| ---------- | ----- | ------------------------------------------------ | ------- | ----- |
| марафон    | T12   | Денис Гаврилов — спортсмен-ведущий Сергей Иванов | 2:39,48 | 10    |
| марафон    | Т46   | Александр Яремчук                                | 2:31,42 | 4     |
| марафон    | Т54   | Виталий Гриценко                                 | 1:33,13 | 13    |